# Barraco (ort)
Barraco är en ort i Spanien.   Den ligger i provinsen Provincia de Ávila och regionen Kastilien och Leon, i den centrala delen av landet, 80 km väster om huvudstaden Madrid. Barraco ligger 1 021 meter över havet och antalet invånare är 2 111.
Terrängen runt Barraco är kuperad.Runt Barraco är det glesbefolkat, med 15 invånare per kvadratkilometer. Närmaste större samhälle är El Tiemblo, 13,8 km sydost om Barraco. Omgivningarna runt Barraco är i huvudsak ett öppet busklandskap.